# Abraham Hinckelmann
Abraham Hinckelmann (também Hinkelmann, Döbeln, 2 de maio de 1652 — Hamburgo, 11 de fevereiro de 1692) foi um teólogo e orientalista alemão.

## Vida
Hinckelmann foi um estudioso não-muçulmano de assuntos relacionados ao islamismo. Foi o primeiro a imprimir uma versão completa do Alcorão na cidade de Hamburgo, em 1694.
Mais tarde, um clérigo chamado Ludovico Marracci da "Sociedade dos Monges do Divino Caminho" publicou uma versão melhorada.

## Obra (seleção)
- Testamentum et pactiones inter Muhammedem et christianae fidei cultores. (em árabe e latim) Brendeke, Hamburgo 1690
- Al-Coranus sive Lex Islamitica Muhammedis, Filii Abdallae, Pseudoprophetae, ad optimorum Codd. Fidem edita ex museo Abr. Hincckelm. D. (árabe e latim) Schultz-Schiller, Hamburgo 1694
- Tertullians Apologeticus